# إيغور أكيموشكين
إيغور إيفانوفيتش أكيموشكين، ولد في الأول من مايو 1929. كان عالم حيوان سوفيتي وكاتب.
ولد في موسكو، تخرج من كلية الأحياء في جامعة موسكو الحكومية في عام 1952. كتبه الأولى، مسارات الوحش الذي لم تقابله ومتابعة الأساطير، تم نشرهم في عام 1961.
كتب إيغور عدد كبير من الكتب العلمية ذائعة الصيت، وقام بمساهمات كبيرة في الحقل العلمي، وقام ببعض الاستكشافات عبر اكتشاف الحياة البحرية. معظم أعماله تمت ترجمتها للغات الأخرى. تمت تسمية حبار باسم أكيموشكين على شرف أيغور أكيموشكين من قبل زميله عالم الحيوان فيليبوفا.
أكثر أعماله صيتاً الكتاب ذو الستة مجلدات: «عالم الحيوانات».
توفي في الأول من يناير من عام 1993.